# York Schuegraf
York Schuegraf ist ein deutscher Diplomat. Seit 2023 ist er deutscher Botschafter in Tadschikistan. Von 2021 bis 2023 leitete er die Botschaft der Bundesrepublik Deutschland in Rangun, Myanmar, als Geschäftsträger.

## Laufbahn
Bevor Schuegraf in den auswärtigen Dienst übernommen wurde, arbeitete er von 1991 bis 1993 im Bayerischen Innenministerium. Danach war er an der Bundesakademie für Sicherheitspolitik in Berlin tätig.
Auf seinem ersten Posten im Auswärtigen Amt war er von 1994 bis 1996 Referent für Asyl- und Flüchtlingsrecht. Anschließend war er bis 1999 Referent für Kultur-, Presse-, Rechts- und Konsularangelegenheiten in der deutschen Botschaft Addis Abeba, Äthiopien. Ab 1999 war er Referent für Afghanistan im Auswärtigen Amt in Berlin, von 2000 bis 2001 arbeitete er in der Geschäftsstelle der Zuwanderungskommission. Von 2001 bis 2003 hatte er das Amt des Datenschutzbeauftragten und Prozessreferenten im Auswärtigen Amt inne.
Darauffolgend war Schuegraf bis 2008 politischer Referent der deutschen Botschaft in Neu-Delhi, Indien. Bis 2012 bekleidete er den Posten des stellvertretenden Leiters des Referats für Personalangelegenheiten, bevor er seinen Dienst als ständiger Vertreter des Botschafters in der deutschen Botschaft Bagdad, Irak antrat. Anschließend an diese Tätigkeit war er von 2014 bis 2017 Referatsleiter für Völkerrecht im Auswärtigen Amt und von 2017 bis 2021 ständiger Vertreter des Botschafters in der deutschen Botschaft Sofia, Bulgarien. Von 2021 bis 2023 war Schuegraf Geschäftsträger in Myanmar und leitete die deutsche Botschaft Rangun. Seit 2023 ist er deutscher Botschafter in Tadschikistan. 